# Lin Chiling
Lin Chiling (caratteri cinesi: 林志玲; pinyin: Lín Zhì Líng; Taipei, 29 novembre 1974) è una modella e attrice taiwanese.
È la portavoce ufficiale della China Airlines, per la quale appare nelle campagne pubblicitarie e nei calendari. Viene accreditata spesso con nomi diversi, tra i quali: Bing QiLin (冰淇淋, che vuol dire "gelato"), ChiLing, Ling-Ling e Chiling Lin.

## Biografia

### Origini
Chi-Ling ha frequentato la scuola media alla Taipei Municipal Zhongzheng Junior High School, ed ha continuato gli studi alla Bishop Strachan School di Toronto, in Canada. Si è laureata in Storia dell'arte occidentale ed Economia alla University of Toronto.

### Carriera da modella
Chi Ling è stata considerata la donna più bella dell'Asia. Attualmente lavora sotto l'agenzia di modelli Catwalk Production House, ed è una delle modelle più attive a Taiwan, Hong Kong e nella Cina continentale.
Nel 1999, ha presenziato allo Chanel International Show.
La China Airlines ha prodotto delle figurine raffiguranti Lin Chi-ling.

### Carriera televisiva
Come modella è apparsa diverse volte in televisione, inoltre ha condotto i programmi LA Mode News e Fashion Track, entrambi sul canale TVBS-G, sempre riguardanti il mondo della moda, e la cerimonia di premiazione musicale Golden Melody Awards nel 2005.

### Carriera cinematografica
Chiling ha debuttato al cinema nell film storico-epico diretto da John Woo La battaglia dei tre regni, interpretando il ruolo di Xiao Qiao. Questa è stata la sua prima esperienza in assoluto da attrice, seguita da diversi altri ruoli negli ultimi anni.

## Filmografia

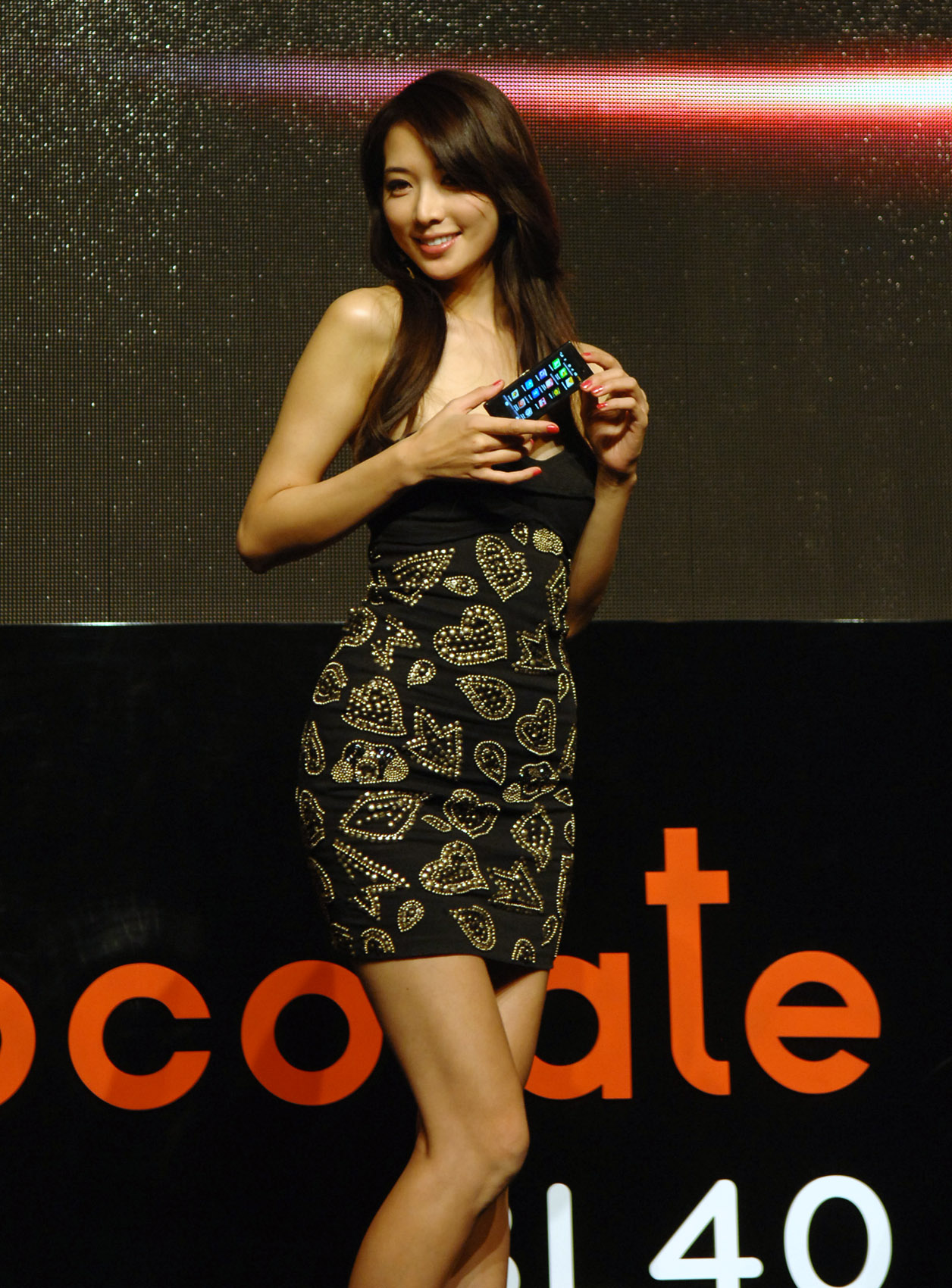
Lin Chiling ad un evento pubblicitario

- La battaglia dei tre regni (Red Cliff) (2008)
- The Magic Aster (2009)
- The Treasure Hunter (2009)
- Moon Lovers (2010)
- Welcome to Sha Ma Town (2010)
- Love on Credit (2011)
- Sweetheart Chocolate (2012)
- Accidental Hero (2012)
- Say Yes! (2013)
- Switch (2013)
- Xi you ji nu er guo, regia di Soi Cheang (2018)

### Altro
Nel 2008, ha partecipato insieme a decine di altri artisti provenienti da tutte le regioni cinesi alla canzone tema per le Olimpiadi di Pechino 2008, Beijing Huanying Ni.